# 太安乡 (榆树市)
太安乡，是中华人民共和国吉林省长春市榆树市下辖的一个乡镇级行政单位。

## 行政区划
太安乡下辖以下地区：
复洲村、兴隆村、三号村、太安村、光阳村、双龙村、双合村、新站村、西龙村、么乡村、丰产村和发展村。